# 獅子座59
獅子座59，又名BD+06 2384，HD 95382、SAO 118615、HR 4294，是獅子座的一颗恒星，视星等为4.99，位于銀經246.54，銀緯56.32，其B1900.0坐标为赤經10h 55m 33.8s，赤緯+6° 56.32′ 19″。